# STS-64
STS-64 est la dix-neuvième mission de la navette spatiale Discovery.

## Équipage
- Commandant : Richard N. Richards (4)  États-Unis
- Pilote : L. Blaine Hammond (2)  États-Unis
- Spécialiste de mission : Jerry M. Linenger (1)  États-Unis
- Spécialiste de mission : Susan J. Helms (2)  États-Unis
- Spécialiste de mission : Carl J. Meade (3)  États-Unis
- Spécialiste de mission : Mark Charles Lee (3)  États-Unis

Le chiffre entre parenthèses indique le nombre de vols spatiaux effectués par l'astronaute au moment de la mission.

## Paramètres de la mission
- Masse :
  - Chargement : 9 260 kg
- Périgée : 259 km
- Apogée : 269 km
- Inclinaison : 56,9°
- Période : 89,5 min

## Sorties dans l'espace
- Lee et Meade - EVA 1
- Début de EVA 1 : 16 septembre 1994 - 14h42 UTC
- Fin de EVA 1 : 16 septembre 1994 - 21h33 UTC
- Durée : 6 heures 51 minutes

## Objectifs
Multiples expériences scientifiques et techniques. Essai et utilisation du SAFER.